# ONE FC: Total Domination
ONE FC: Total Domination foi um evento de artes marciais mistas promovido pelo ONE Fighting Championship. Aconteceu em 18 de outubro de 2013 no Singapore Indoor Stadium em Kallang, Singapura.

## Background
O evento principal foi a unificação do Cinturão Peso Galo do ONE FC entre o campeão Soo Chul Kim e o campeão interino Bibiano Fernandes.
O co-main event contou com o Campeão Peso Leve do ONE FC Shinya Aoki descendo para competir em uma luta não válida pelo título contra Cody Stevens.
Em 19 de Outubro de 2013, o ONE FC oficialmente declarou a luta de moscas entre Rene Catalan e Khim Dima como Sem Resultado devido à golpes ilegais percebidos durante a revisão da luta.